# Bustamante (Mèxic)
Bustamante és un municipi de l'estat de Nuevo León. Bustamante és el cap de municipi i principal centre de població d'aquesta municipalitat. Aquest municipi és a la part nord de l'estat de Nuevo León. Limita al nord amb Anáhuac, al sud i a l'oest amb Mina, i a l'est amb Mitras.